# Lysimachia hemsleyana
Lysimachia hemsleyana är en viveväxtart som beskrevs av Carl Maximowicz och Daniel Oliver. Lysimachia hemsleyana ingår i släktet lysingar, och familjen viveväxter. Inga underarter finns listade i Catalogue of Life.